# Beethovenstraße 16 (Mönchengladbach)

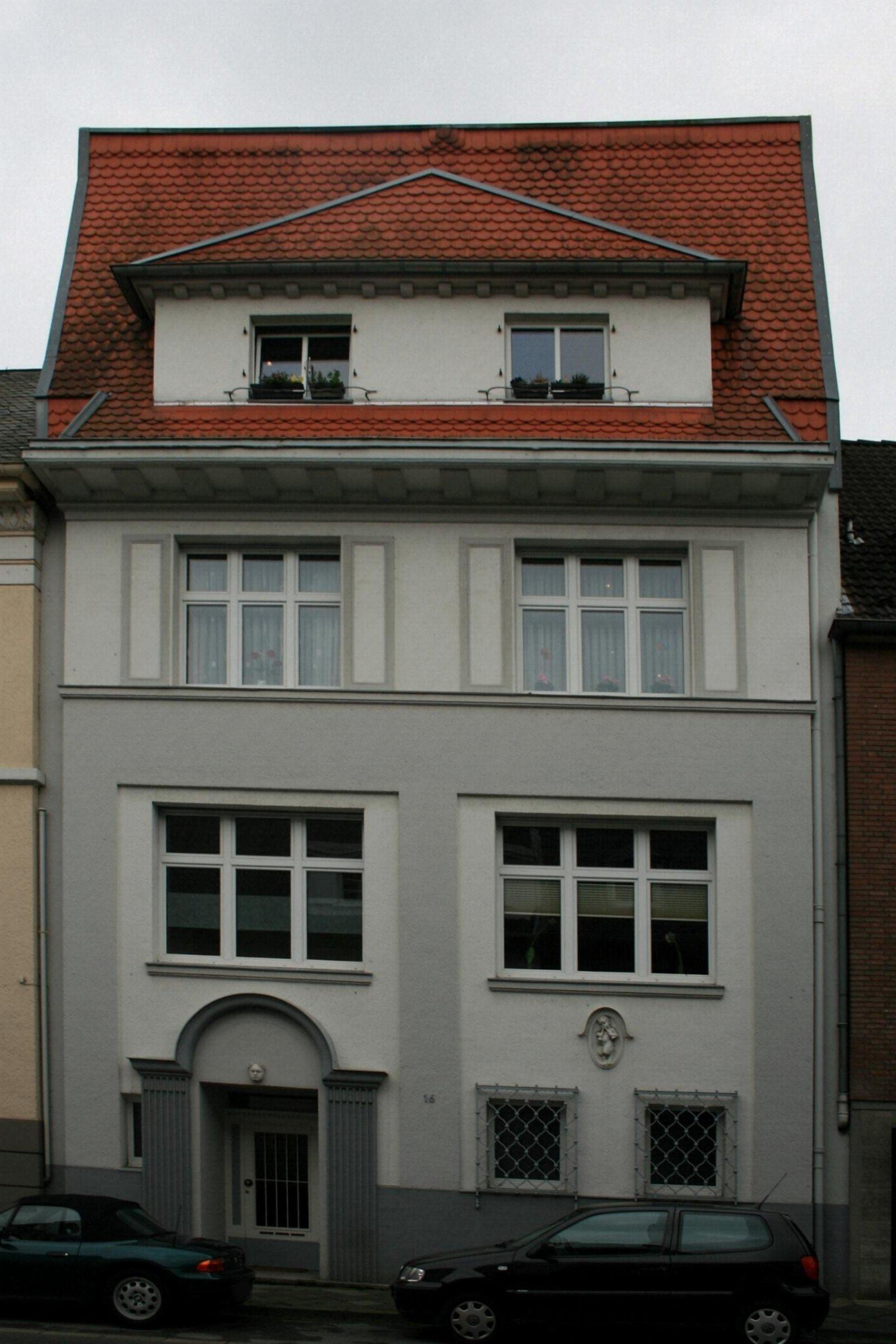
Wohnhaus (2010)

Das Wohnhaus Beethovenstraße 16 befindet sich im Stadtteil Am Wasserturm in Mönchengladbach (Nordrhein-Westfalen).
Das Haus wurde 1913 erbaut. Es ist unter Nr. B 150 am 28. März 1995 in die Denkmalliste der Stadt Mönchengladbach eingetragen worden.

## Architektur
Im Randgebiet des Villenviertels südlich des Bunten Gartens steht ein auf längsrechteckigem Grundriss errichteter Putzbau von zwei Geschossen mit ausgebautem Mansardgeschoss und hoch ausgebildetem Souterrain. Horizontal betont durch Sockel-, Sohlbank- und weit vorkragendes Traufgesims mit Konsolimitation, dem das weniger ausladende des Zwerchhauses mit Balkenkopfimitation entspricht. Symmetrische Fassadengliederung bei zwei gleichwertig breiten Fensterachsen und breit gelagertem Zwerchhaus. Fensterachsen des Souterrains und Hochparterres zurückliegend und durch Putzrahmung in der Weise gefasst, dass eine Zweiteilung der Fassade suggeriert wird. 
Fensterform und -größe geschossweise variierend. Im Souterrain zwei vergitterte, kleine Hochrechtecke; die Fensteröffnungen des Hochparterres sind dreiteilig und mit Sohlbänken ausgebildet. Die Fenster des Obergeschosses sind schmaler dimensioniert, jeweils seitlich durch Putzfelder (schlaglädenähnlich) gerahmt und durch ein Sohlbankgesims verbunden. Die beiden kleinen Fenster des Zwerchhauses sind mit Schlagläden versehen. Der links angeordnete Hauseingang ist mit einer rundbogigen Giebeleinfassung auf tief kannelierten Pfeilern gerahmt. Als bauplastischer Schmuck im Giebelfeld ein Mädchenkopf, mit dem ein figürliches Relief (Darstellung eines Putto oder Hirten) innerhalb eines Medaillons im rechten Gebäudeabschnitt korrespondiert.